# Rue Saint-Hubert (Bruxelles)
 (août 2025).
Pour les articles homonymes, voir Rue Saint-Hubert.
La rue Saint-Hubert (en néerlandais : Sint-Huibrechtsstraat) est une rue bruxelloise de la commune de Woluwe-Saint-Pierre qui va de l'avenue Roger Vandendriessche à la rue Maurice Liétart (arrière du collège Saint-Michel) en passant par la rue Paul Bossu. Elle doit son nom au saint patron des chasseurs, Hubert de Liège.
La numérotation des habitations va de 3 à 65 pour le côté impair et de 4 à 44 pour le côté pair.